# Zoospore
Eine Zoospore, auch Schwärmspore genannt, ist eine begeißelte und daher im Wasser bewegliche Spore, die sich mit Flagellen fortbewegt und darin den Flagellaten ähnelt. Zoosporen sind die asexuellen Fortpflanzungseinheiten vieler Algen und einiger niederer Pilze, u. a. einiger Arten der Schleim- und Algenpilze.
Die Zoosporen der Algen sind durch zwei, durch vier, selten durch mehr Flagellen beweglich und nackt, d. h. ohne eine Zellwand. Die Geißeln sind oft von ungleicher Länge. Oft bestehen sie aus einer längeren, mit Flimmerhärchen (Mastigonema) besetzten Flimmergeißel und einer glatten, im Regelfall kürzeren Schleppgeißel. Zoosporen werden in Zoosporangien genannten Organen gebildet. Sie sind haploid oder diploid; die haploiden werden auch Meiozoosporen genannt. Bei der Gattung Vaucheria (Gelbgrüne Algen) kommen mehrkernige Zoosporen vor, die Synzoospore genannt werden, sie entstehen dadurch, dass sich der Protoplast bei den Kernteilungen nicht mit teilt.
Manche Algentaxa produzieren alternativ einen anderen Typ Sporen, die Zoosporen analog sind, aber unbeweglich und mit dicker Zellwand versehen und die als Dauerstadien dienen, diese werden Aplanosporen genannt. Bei einigen, wie der Grünalge Ulothrix werden zwei unterschiedlich große Typen von Zoosporen (Makrozoosporen und Mikrozoosporen) gebildet. Zoosporen können funktionsfähige, gefärbte Chloroplasten enthalten, oder diese fehlen (z. B. bei den Braunalgen). Zoosporen können morphologisch den begeißelten Gameten der sexuellen Fortpflanzung sehr ähnlich sehen, meist sind sie größer als diese.